# سرشماری عمومی نفوس و مسکن (۱۳۶۵)
سرشماری عمومی نفوس و مسکن ۱۳۶۵ چهارمین سرشماری عمومی نفوس و مسکن ایران و اولین سرشماری عمومی نفوس و مسکن بعد از پیروزی انقلاب اسلامی ایران به مرحله اجرا درآمد. این سرشماری در شرایط جنگ با عراق و محاصره اقتصادی در نیمه دوم سال ۱۳۶۱ تهیه و پس از اجرای آزمایشی در سه شهرستان از سه استان و چند حوزه نمونه در هر یک از استانهای دیگر در ۱۳۶۵ بطور کامل و نهایی اجرا شد.

سرشماری به‌طور همزمان در تمام نقاط کشور از تاریخ ۱۶ تا ۳۰ مهر ۱۳۶۵ انجام شد. در این مرحله، سازمان برنامه و بودجه وقت استانها، مراکز تربیت معلم و سایر سازمانها و مؤسسات دولتی و همچنین نهادهای انقلاب اسلامی در راستای اجرای سرشماری با مرکز آمار ایران همکاری داشتند.